# Банатски българи
Банатските българи са български преселници, заселили се в историческата област Банат. Тази област два века (от 1718 до 1918 г.) е част от земите на унгарското кралство и влиза в състава на Хабсбургската монархия, впоследствие приела имената Австрийска империя и Австро-Унгария. Поради това тези българи са известни и като „южномаджарски българи“. Самите те се наричат помежду си „павликяни“ или на местното наречие „павликене“, „палкене“ и „паулкене“, тъй като мнозинството от тях днес произлиза от българите павликяни. В научните среди те са познати като „банатски българи“. След Освобождението, когато стотици семейства от тях се завръщат в родината, тук околното население започва да ги нарича „банатчани“.
След преселването си в Хабсбургската монархия, банатските българи се обособяват в отделна българска етно-религиозна група със свои отличителни особености. Днес те изповядват католицизма, говорят свой диалект с корени от старинните източнородопските говори, имат своя книжнина и печатни медии, списвани със специално адаптирана латиница, имат самобитна материална и духовна култура с известно хърватско, унгарско, немско, а след 1919 г. и румънско и сръбско влияние.
Към групата на банатските българи не спадат православните българи-градинари, заселили се в банатските градове през 18 и 19 век. Към банатските българи не се отнасят и крашованите, които също са католици от български произход, но поради продължителното хърватско църковно и културно влияние са се обособили като отделна славянска етнографска група.

## История
Банатските българи произхождат от Северозападна и Централна Северна България. Изселват се на две вълни, през октомври 1688 г. и през 1726 – 1731 г., за да се спасят след неуспеха на Чипровското въстание и последвалите го преследвания на българите-католици.
На основание на своето римокатолическо вероизповедание, около средата на 17 век, чипровчани установяват и поддържат много активни връзки с близките централноевропейски монархии, Ватикана и Република Венеция, но най-вече с Хабсбургската монархия, която от век и половина води почти непрекъснати военни действия (8 войни) срещу Османската империя, спирайки инвазията ѝ към Централна и Западна Европа.
През август 1688 г. при Белград турците претърпяват поражение от австрийците и отстъпват на изток. В началото на септември, съгласувано с тези военни действия, избухва подготвяното от десетилетия от архиепископ Петър-Богдан Бакшев, Франческо Марканич и архиепископ Петър Парчевич въстание в Северозападното българско землище, оглавено от българите-католици от Чипровско. Военни командири са Георги и Матея Пеячевич, Иван и Михаил Станиславови, Богдан Маринов, Лука Андренин. След месец и половина сражения въстанието е жестоко потушено от елитни османски части. Около 4500 – 5000 от оцелелите българи емигрират във Влашко и Славония.
Във Влашко 3000 от тях се установяват предимно в областта Малка Влахия, където имат стари и силни търговски колонии и привилегии дадени им от влашките князе, а след 1690 г. някои се преселват в трансилванския град Алвинц и през 1711 г. в Дева. След 1718 г. Малка Влахия е присъединена към австрийските владения и покровителстваните от австрийските власти поселения на чипровските бежанци със специален указ от 1727 г. получават допълнителни привилегии. Това подбужда и други българи-католици, 300 семейства от крайдунавските павликянски села Белене, Ореш, Трънчовица, Петокладенци, Лъжене и други, в периода 1726 – 1730 година да преминат във Влашко.
През 1737 г., при избухването на поредната австро-турска война, българите в Малка Влахия набират хилядно опълчение, което само очаква австрийски офицери за команден състав за да настъпи на юг от Дунав заедно императорските войски. Неблагоприятният за Австрия ход на войната води до нахлуването на турска войска в Малка Влахия и българите-католици са принудени заедно с отстъпващата австрийска армия да се спасяват на запад от Карпатите. Чипровчани, установили се от есента на 1688 г. във влашките градове Крайова, Ръмник и Брадичени, по най-краткия път, през карпатския проход Вулкан, преминават в Седмиградско и се настаняват временно в Хунедоара, Дева, Алвинц, Алба Юлия и Херманщадт (Сибиу). Оттам се обръщат към австрийските власти с молба за ново място за заселване, където да се съберат всички българи в самостоятелна привилегирована община.
През този период закрепостяването към местни светски и църковни феодали в Австрийската империя е правило с някои изключения за особено ценни за държавата групи от населението и населени места. Нашите българи-бежанци с цялата си енергия се борят да останат свободни, подчинени само на централната власт на новата си държава, за да могат да ползват свободно резултата от своя труд, да имат простор за предприемчивостта си и да просперират. Усилията им имат успех заради бойния им принос, хилядите жертви и тежките материални загуби в борбата срещу общия враг, търговските и занаятчийските им умения и ценността им като заселници на обезлюдените от вековете войни територии, които са способни да развият икономически и да ги направят източници на сериозни доходи за държавата.
Павликяните, дошли във Влашко от села по десния бряг на Дунава, през есента на 1737 г. се спасяват от турското настъпление като за няколко дни отново го преминава на два пъти, в двете посоки, при големия му завой до Северин и до Оршова, влизат в Банат и се установяват за зимуване между Карансебеш и крашованското село Рекаш, близо до града-крепост Тимишоара, откъдето също искат от властите позволение за заселване при подобни условия както чипровчани.
През пролетта на 1738 г. павликяните получават разрешение от австрийските власти заедно малки облекчения в данъчните задължения и веднага се заселват на определеното им място, където някога е имало село Бешенов.
На чипровчани е дадено запустялото през австротурските войни село Винга, но повечето от тях остават в Седмиградско чакайки да бъдат потвърдени сериозните им привилегии, в основата си получени през 1727 г. Устно потвърждение получават през 1741 г. и тогава вече масово се преселват във Винга. Писмено потвърждение получават през 1744 г. под формата на тържествена грамота на новата императрица Мария Терезия и наричат селището си град Терезиополис на нейно име.
По този начин тъй наричаните днес банатски българи се установяват в Банат и създават в земите на Хабсбургите първите две големи и днес съществуващи български колонии. По-късно от тях, основно от Бешенов, се разселват българи и в други места на областта, а в края на ХІХ век стотици млади семейства се преселват в свободна България. Общността на банатските българи, достигаща на моменти над 25 000 души, развива и съхранява свои специфични бит и култура, в т.ч. и книжнина с азбука производна на латиницата, като същевременно с това ревниво пази българското си самосъзнание.
До 1863 г. богослужебен език в църквите на банатските българи е т. нар. „илирийски“ или „далматски“ език, всъщност хърватски език. От 1863 г. богослужението основно се води на банатски български език, а до 1920 г. в някои случаи и на унгарски език.

## Култура
Музиката на банатските българи се класифицира като отделен клон на българската народна музика с няколко словесно-музикални особености. Тяхната музика е повлияна от румънски, сръбски, унгарски и български коледарски песни. Римокатолицизмът оказа значително влияние, изключвайки определени видове песни и изисквайки те да бъдат заменени с други. Банатските българи също празнуват много български празници, но приемат и някои други от съседните народи. Един от най-популярните празници се нарича Мясопуст, или карнавал. Банатските българи са заимствали до голяма степен и танците на съседни народи, като унгарския чардаш.

## Географско разположение на българите в Банат
Историческата област Банат е разположена в Югозападна Румъния, в североизточната част на Сърбия, а малка част се намира в Южна Унгария. Населението на областта представлява пъстра палитра от румънци, сърби, унгарци, словаци, хървати, русини, немци, цигани, евреи и българи като преобладаващото население са румънци, сърби и унгарци.
Банатските българи живеят компактно в двадесетина селища и в двете части на Банат; в Румънски Банат това са селищата Стар Бешенов, Винга, Брещя, Дента, Телепа (Болгартелеп, дн. Колония булгара), а в Сръбски Банат (Войводина) в Модош, Бело блато, Гюргево, Иваново, Црепая, Владимировац, Канак и Стари лец. Значително присъствие на банатски българи има в румънските градове Тимишоара, Арад, Санниколау Маре, в сръбските градове Кикинда, Велики Бечкерек, Вършац, Панчево, в унгарските градове Сегед, Будапеща и др. Броят на банатските българи в миналото се е движил между 4000 и 25 000 души. Според известния историк на Банат – Сентклараи, при заселването е имало 4600 българи. Днес банатските българи наброяват около 12 000 в Румънски Банат (по официални данни те наброяват 6500) и около 3000 в Сръбски Банат (по официални данни – 1658).
В България днес живеят около 2800 банатски българи в селата Бърдарски геран, Асеново, Драгомирово, Гостиля, Брегаре и още няколко хиляди изселили се от тези села в градовете Плевен, Враца, Русе, Свищов, София и др. Техните прадеди се завръщат в България след Освобождението през 1878 г. Още около 1000 банатски българи живеят разпръснати из Унгария. Потомци на банатските българи, пазещи спомена за своя произход и поддържащи връзки с родината, днес живеят и в Северна и Южна Америка, Западна Европа, Австралия. Така броят на банатските българи е около 22 000 души.
Главният фактор, който е способствал за разселването през различни времена на банатските българи от първоначалните две български колонии в Банат – Бешенов и Винга, е стопанският. Стремежът е да се задоволят нуждите от обработваема земя, тъй като броят на населението постоянно се е увеличавал, а земята във Винга и Бешенов оставала същата. Разселването се е извършвало като едри земевладелци отстъпват на преселниците по договор земя за обработване (например в Ечка, Лукачфалва, Бело блато), или чрез закупуването и (Канак, Итварнок, Избище, Офсеница), или на земи, давани им от държавата, като ги снабдява със земи на дългосрочно изплащане (Брещя, Дента, Гюргево, Иваново и Телепа). Изселвали се изключително бедни и малоимотни семейства. На новите места преселниците трябвало да си построят сами жилища и да преодоляват трудностите по разработването на земите (разчистване на гори, отводняване на реки и блата и др.). Много често природни бедствия, главно наводнения, унищожавали току-що построените жилища на преселниците и ги принуждавали да се завърнат в родните си места или да започнат всичко отначало. Разселването е било почти непрекъснат процес – извършвало се е на всеки 10 – 20 години.

## Език
Банатският език е нормиран и се разглежда като втора книжовна форма на българския език покрай българския книжовен език и македонския литературен език. Банатският български език използва свое писмо, формирано на основата на хърватската редакция на латиницата, и съхранява много старинни форми на езика, говорен в България. Банатският български език е кодифициран през 1866 г. от Винганското учителско дружество. Основно съчинение е „Balgarskotu pravopisanj“ на учителя от Винга Йосиф Рил. Главният принцип в банатския правопис е фонетичният, т.е. пише се както се изговаря. Банатската норма се използва в литературата, печата, църквата и медиите с незначителни различия, дължащи се на отделните диалекти. В периода 1860 – 1896 г. банатският български език е основен език на преподаване в българските училища в Банат. След тази дата той е заменен с унгарския (до 1918), а след това – с румънски или сръбски.
| Латиница Съответствие на кирилица МФА (IPA) | А а Ъ /ɤ̞/,/ɐ/  | Á á А /а/ | B b Б /b/       | C c Ц /ʦ/ | Č č Ч /ʧ/ | Ć ć (КЬ) /kʲ/ | D d Д /d/ | Dz dz (ДЗ) /dz/ | Dž dž (ДЖ) /dʒ/ | E e Е /ɛ/ | É é Ѣ /e/ |
| Латиница Кирилица IPA                       | F f Ф /f/      | G g Г /ɡ/ | Gj gj (ГЬ) /ɡʲ/ | H h Х /h/ | I i И /i/ | J j Й, Ь /j/  | K k К /k/ | L l Л /l/       | Lj lj (ЛЬ) /lʲ/ | M m М /m/ | N n Н /n/ |
| Латиница Кирилица IPA                       | Nj nj (НЬ) /ɲ/ | O o О /ɔ/ | P p П /p/       | R r Р /r/ | S s С /s/ | Š š Ш /ʃ/     | T t Т /t/ | U u У /u/       | V v В /v/       | Z z З /z/ | Ž ž Ж /ʒ/ |

## Бележити личности
- Полковник Стефан Дуньов (1815 – 1889) —доктор на юридическите науки, съратник и приятел на Лайош Кошут, участник в Унгарската революция (1848 г.), командир на полк в армията на Д. Гарибалди, герой от битката при р. Волтурно, в която е тежко ранен и загубва единия си крак.
- Фердинанд Дечев (1842 – ????) – книжовник и общественик
- Еусебиус Ферменджин (1845 – 1897) историк, високопоставен францискански клерик, теолог, полиглот, активен член на Южнославянската академия на науките
- Леополд Косилков (1850 – 1940) – учител и писател
- Йозу Рил – учител от 19 век и световно признат автор на учебници, координирал правописа и граматиката на банатския български през 1866
- Карол Телбиз (1853 – 1914) – дългогодишен кмет на Тимишоара (1885 – 1914)
- Антон Лебанов (1912 – 2008) – юрист, журналист и поет
- Карол Телбизов (1915 – 1994) – юрист, журналист и учен[2][3]
- Свещ. Исидор (Антон) Антонов Делин (1888 – 1955) – енорийски свещеник в селата Белене, Ореш, Драгомирово, Бърдарски геран, Асеново и в град Русе, главен викарий на Никополския епископ.
- Карол Иванчов (1934 –) – писател и общественик
- Асен Шишманов (1848 – 1894) – български лекар, политик и филантроп, основател на Българския червен кръст.
- Антон Гюков (1934 –) – сценограф
- Светлана Караджова (1973 –) – общественик, журналист и публицист, представител на банатските българи в България и председател на тяхното дружество „Фалмис“
- Павел Каръков (1923 – 2011) – общественик, филолог, полизатворник и земеделски деятел
- Луция Пъкан – писателка и общественичка